# شومبي فوكوهور
شومبي فوكوهور (باليابانية: 深堀 隼平) (29 يونيو 1998 في آيتشي في اليابان – )؛ هو لاعب كرة قدم كان يلعب كمهاجم.

## وصلات خارجية
- شومبي فوكوهور على موقع رابطة كرة القدم اليابانية للمحترفين (اليابانية)
- شومبي فوكوهور على موقع قاعدة بيانات كرة القدم.إي يو (الإنجليزية)
- شومبي فوكوهور على موقع Soccerway.com (الإنجليزية)
- شومبي فوكوهور على موقع عالم كرة القدم.نت (الإنجليزية)